# Robin S.
Robin Stone (Nueva York, Estados Unidos; 27 de abril de 1962), conocida profesionalmente como Robin S., es una cantante y compositora estadounidense. Se dio a conocer mundialmente en la década de 1990 con el éxito "Show Me Love" siendo también su sencillo debut. Ha conseguido cuatro números uno en el Billboard Hot Dance Club Play.

## Trayectoria
En 1993 firmó con el sello Big Beat Records. Su sencillo debut ingresó en las listas musicales ese mismo año, al igual que su primer álbum, también titulado "Show Me Love". La canción "Show Me Love" alcanzó el puesto número uno en las listas Hot Dance Music/Club Play y Hot Dance Singles Sales, el 7 en Hot R&B/Hip-Hop Singles and Tracks y el 5 en la lista Billboard Hot 100 lo que la llevó a actuar en la gala de los American Music Awards de 1994 como intérprete. Además fue certificado con el disco de oro en los Estados Unidos. Los sencillos sucesores, "Luv 4 Luv" y "What I Do Best", tuvieron un relativo éxito.
Luego de tomarse un tiempo, comenzó a trabajar con los productores Eric "E-Smoove" Miller y Todd Terry en su segundo álbum. Se tituló From Now On lanzado en 2007, en el incluye influencias de gospel, baladas de R&B contemporáneo y música dance. El primer sencillo "It Must Be Love" se convirtió en un gran éxito alcanzando el primer puesto en el Hot Dance Club Play y el número 91 del Hot 100 de la revista Billboard. El segundo álbum vendió 100.000 copias en los EE. UU. Algunas de sus canciones fueron incluidas en las bandas sonoras de las películas Space Jam y Dr. Dolittle.
En 2009 colaboró en una nueva versión de "Show Me Love" realizada por Steve Angello y Laidback Luke la cual alcanzó el número 11 en el Reino Unido.
También ha sido invitada para colaborar con diversos artistas como Corey Gibbons, Sandy Vee y Richard Grey entre otros.

## Discografía

### Álbumes
- Show Me Love, Big Beat Records, (1993), Billboard 200: #110
- From Now On, Atlantic Records (1997), Top R&B/Hip-Hop Albums: #6

### Sencillos
| Año  | Título                                                  | Mejores posiciones en listas | Mejores posiciones en listas | Mejores posiciones en listas | Mejores posiciones en listas | Mejores posiciones en listas | Mejores posiciones en listas | Mejores posiciones en listas | Mejores posiciones en listas | Mejores posiciones en listas | Mejores posiciones en listas | Mejores posiciones en listas | Álbum                        |
| Año  | Título                                                  | Hot 100                      | EUA Dance                    | ALE                          | AUT                          | BEL                          | FRA                          | IRL                          | HOL                          | SUE                          | SUI                          | R.U.                         | Álbum                        |
| ---- | ------------------------------------------------------- | ---------------------------- | ---------------------------- | ---------------------------- | ---------------------------- | ---------------------------- | ---------------------------- | ---------------------------- | ---------------------------- | ---------------------------- | ---------------------------- | ---------------------------- | ---------------------------- |
| 1993 | «Show Me Love»                                          | 5                            | 1                            | 11                           | 15                           | 5                            | 14                           | 29                           | 13                           | 10                           | 9                            | 6                            | Show Me Love                 |
| 1993 | «Luv 4 Luv»                                             | 53                           | 1                            | 20                           | 16                           | 6                            | 15                           | 24                           | 4                            | 21                           | 20                           | 11                           | Show Me Love                 |
| 1993 | «What I Do Best»                                        | 112                          | —                            | —                            | 21                           | —                            | —                            | —                            | —                            | 21                           | —                            | 43                           | Show Me Love                 |
| 1994 | «I Want to Thank You»                                   | 103                          | 10                           | —                            | —                            | 24                           | —                            | —                            | —                            | —                            | —                            | 48                           | Show Me Love                 |
| 1994 | «Back It Up»                                            | —                            | —                            | —                            | —                            | 30                           | —                            | —                            | 36                           | —                            | —                            | 43                           | Show Me Love                 |
| 1997 | «Show Me Love '97»                                      | —                            | —                            | —                            | —                            | —                            | —                            | —                            | —                            | —                            | —                            | 9                            |                              |
| 1997 | «It Must Be Love»                                       | 91                           | 1                            | —                            | —                            | —                            | —                            | —                            | —                            | —                            | —                            | 37                           | From Now On                  |
| 1997 | «You Got the Love» (con T2)                             | —                            | —                            | —                            | —                            | —                            | —                            | —                            | —                            | —                            | —                            | 62                           |                              |
| 1998 | «Midnight»                                              | —                            | 3                            | —                            | —                            | —                            | —                            | —                            | —                            | —                            | —                            | —                            | From Now On                  |
| 1999 | «Dance» (con Mary Mary)                                 | —                            | —                            | —                            | —                            | —                            | —                            | —                            | —                            | —                            | —                            | —                            | Banda sonora de Dr. Dolittle |
| 1999 | «Show Me Love 99»                                       | —                            | 15                           | —                            | —                            | —                            | —                            | —                            | —                            | —                            | —                            | —                            | Sencillos sin álbum          |
| 2002 | «Show Me Love 2002»                                     | —                            | —                            | 55                           | —                            | —                            | —                            | —                            | 80                           | —                            | 98                           | 61                           | Sencillos sin álbum          |
| 2006 | «Show Me Love 2006»                                     | —                            | —                            | —                            | —                            | —                            | —                            | —                            | —                            | —                            | —                            | 72                           | Sencillos sin álbum          |
| 2008 | «Show Me Love 2008»                                     | —                            | —                            | —                            | —                            | —                            | —                            | —                            | 1                            | —                            | —                            | —                            | Sencillos sin álbum          |
| 2009 | «Show Me Love 2009» (con Steve Angello & Laidback Luke) | —                            | —                            | 93                           | —                            | —                            | —                            | 25                           | —                            | —                            | —                            | 11                           | Sencillos sin álbum          |
| 2009 | «At My Best» (con Corey Gibbons)                        | —                            | —                            | —                            | —                            | —                            | —                            | —                            | —                            | —                            | —                            | —                            | Sencillos sin álbum          |
| 2015 | «Shout It out Loud» (con DJ Escape)                     | —                            | 1                            | —                            | —                            | —                            | —                            | —                            | —                            | —                            | —                            | —                            | Sencillos sin álbum          |
| 2015 | «Love Thing»                                            | —                            | —                            | —                            | —                            | —                            | —                            | —                            | —                            | —                            | —                            | —                            | Sencillos sin álbum          |
| 2015 | «Blessing Me (Over & Over)»                             | —                            | —                            | —                            | —                            | —                            | —                            | —                            | —                            | —                            | —                            | —                            | Sencillos sin álbum          |

### Colaboraciones
- 1997: T2 Feat. Robin S. – "You Got The Love"
- 2009: Robin S & Corey Gibbons – "At My Best"
- 2009: Alfred Azzetto Feat. Robin S. – "Near The Ocean (No Turning Back)"
- 2010: Sandy Vee Feat Robin S. – "Straight To The Sky"
- 2010: Richard Grey Feat. Robin S. – "Bang"
- 2010: Soundshapers Feat. Robin S. – "Music Makes the World Connect"
- 2011: Robin S. & CtK – "Shake It"
- 2012: Roland Clark Feat. Robin S. – "All Of Me"
- 2012: Inaya Day & Robin S. – "Right Now"
- 2014: Joeblack feat. Robin.S – Show Me Love!!!
- 2014: Robin S. & R.O.N.N. – "So Alive"
- 2015: Todd Terry & Robin S. – "Give Me A Reason"
- 2016: Gabriel & Castellon with Robin S. - "Back To You"